# Хавијер Франа
Хавијер Алберто Франа Мађи (шп. Javier Alberto Frana Maggi, Рафаела, 25. децембар 1966) је бивши аргентински тенисер. Током играчке каријере освојио је гренд слем турнир Ролан Гарос у конкуренцији мешовитих парова са Патрисијом Тарабини из Аргентине и бронзану медаљу на Олимпијским играма 1992. године у Барселони у конкуренцији парова са Кристијаном Миниусијем из Аргентине. На Панамеричким играма 1995. године у Мар дел Плати освојио је две медаље, сребро у појединачној конкуренцији и злато у игри парова.
Франа је са очеве стране потомак друге генерације далматинских исељеника из Трогира.

## Гренд слем финала
Парови (1)
| Исход | Турнир   | Година | Подлога | Партнер        | Противник у финалу         | Резултат                 |
| Пораз | Вимблдон | 1991.  | Трава   | Леонардо Лавал | Џон Фицџералд Андерс Јарид | 3:6, 4:6, 7:6 (9:7), 1:6 |

Мешовити парови (1)
| Исход  | Турнир                                | Година | Подлога | Партнер            | Противник у финалу      | Резултат |
| Победа | Отворено првенство Француске у тенису | 1996.  | Шљака   | Патрисија Тарабини | Никол Арендт Лук Џенсен | 6:2, 6:2 |

## АТП финала
Појединачно (9)
| Исход  | Турнир                         | Година         | Подлога | Противник у финалу | Резултат                  |
| Пораз  | Итапарика, Бразил              | новембар 1988. | Тврда   | Хаиме Јзага        | 6:7 (4:7), 2:6            |
| Пораз  | Њупорт, САД                    | јул 1991.      | Трава   | Брајан Шелтон      | 6:3, 4:6, 4:6             |
| Победа | Гваружа, Бразил                | октобар 1991.  | Шљака   | Маркус Цеке        | 2:6, 7:6 (7:1), 6:3       |
| Пораз  | Њупорт, САД                    | јул 1993.      | Трава   | Грег Руседски      | 5:7, 7:6 (9:7), 6:7 (5:7) |
| Победа | Сантијаго, Чиле                | октобар 1993.  | Шљака   | Емилио Санчез      | 7:5, 3:6, 6:3             |
| Пораз  | Буенос Ајрес, Аргентина        | новембар 1994. | Шљака   | Алекс Коређа       | 3:6, 7:5, 6:7 (5:7)       |
| Пораз  | Пејџет, Бермуда                | април 1995.    | Шљака   | Маурисио Хадад     | 6:7 (7:5), 6:3, 4:6       |
| Пораз  | Пајнхерст, САД                 | мај 1995.      | Шљака   | Томас Енквист      | 3:6, 6:3, 3:6             |
| Победа | Нотингем, Уједињено Краљевство | јун 1995.      | Трава   | Тод Вудбриџ        | 7:6 (7:4), 6:3            |

Парови (15)
| Исход  | Турнир                     | Година          | Подлога | Партнер             | Противник у финалу               | Резултат      |
| Пораз  | Барселона, Шпанија         | септембар 1987. | Шљака   | Кристијан Миниуси   | Милослав Мечирж Томаш Шмид       | 1:6, 2:6      |
| Пораз  | Гваружа, Бразил            | фебруар 1988.   | Тврда   | Дијего Перез        | Рикардо Акуња Лук Џенсен         | 1:6, 4:6      |
| Победа | Фиренца, Италија           | мај 1988.       | Шљака   | Кристијан Миниуси   | Клаудио Пистоези Хорст Скоф      | 7:6, 6:4      |
| Победа | Гваружа, Бразил            | фебруар 1990.   | Тврда   | Густаво Луза        | Луиз Матар Касио Мота            | 7:6, 7:6      |
| Пораз  | Њупорт, САД                | јул 1991..      | Трава   | Брус Стил           | Ђанлука Поци Брет Стивен         | 4:6, 4:6      |
| Победа | Лос Анђелес, САД           | август 1991.    | Тврда   | Џим Пуф             | Глен Мичибата Бред Пирс          | 7:5, 2:6, 6:4 |
| Пораз  | Тел Авив, Израел           | октобар 1991.   | Тврда   | Леонардо Лавал      | Давид Рикл Михил Шаперс          | 2:6, 7:6, 3:6 |
| Пораз  | Армасао дос Бузиос, Бразил | новембар 1991.  | Тврда   | Леонардо Лавал      | Серхио Касал Емилио Санчез       | 6:4, 3:6, 4:6 |
| Пораз  | Болоња, Италија            | мај 1992.       | Шљака   | Хавијер Санчез      | Лук Џенсен Лори Вордер           | 2:6, 3:6      |
| Пораз  | Шарлот, САД                | април 1993.     | Шљака   | Леонардо Лавал      | Рикард Берг Тревор Кронеман      | 1:6, 2:6      |
| Победа | Њупорт, САД                | јул 1993.       | Трава   | Кристо ван Ренсбург | Бајрон Блек Џим Пуф              | 4:6, 6:1, 7:6 |
| Победа | Бордо, Француска           | септембар 1993. | Тврда   | Пабло Албано        | Дејвид Адамс Андреј Олховски     | 7:6, 4:6, 6:3 |
| Пораз  | Сао Пауло, Бразил          | новембар 1993.  | Шљака   | Пабло Албано        | Серхио Касал Емилио Санчез       | 6:4, 6:7, 4:6 |
| Победа | Акапулко, Мексико          | фебруар 1995.   | Шљака   | Леонардо Лавал      | Марк Кевин Гелнер Дијего Наргизо | 7:5, 6:3      |
| Победа | Острава, Чешка             | октобар 1995.   | Тврда   | Јонас Бјеркман      | Ги Форже Патрик Рафтер           | 6:7, 6:4, 7:6 |